# Pseudosauris brunneoviridis
Pseudosauris brunneoviridis là một loài bướm đêm trong họ Geometridae.